# Neopilina
Genre
Neopilina galatheae est un genre marin de mollusques monoplacophores.

## Liste des espèces
- Neopilina bruuni Menzies, 1968
- Neopilina galatheae Lemche, 1957
- Neopilina rebainsi Moskalev, Starobogatov & Filatova, 1983
- Neopilina starobogatovi D. L. Ivanov & Moskalev, 2007